# 姜杓永
姜 杓永（カン・ピョヨン、朝鮮語: 강표영）は、朝鮮民主主義人民共和国の軍人、政治家。最高人民会議代議員。人民武力省副相、朝鮮労働党中央委員会委員、第1軍団長などを歴任した。朝鮮人民軍における軍事称号（階級）は上将。

## 経歴
出生地や生年月日は不明。1995年10月に朝鮮人民軍少将、1997年に中将に昇進した。1998年7月に最高人民会議第10期代議員に選出。2010年1月に上将に昇進し、第1軍団長に任命された。同年9月28日に開催された朝鮮労働党第3回党代表者会で朝鮮労働党中央委員会委員候補に選出され、2011年12月17日に金正日総書記が死去した際には、国家葬儀委員会委員に選ばれた。
2012年5月には人民武力部副部長に転じた。2013年に金正恩第一書記が「光明星節」に際して錦繍山太陽宮殿を参拝した際に同行した。同年3月に開催された軍民大会では、米韓合同軍事演習に反発し、アメリカを威嚇する演説を行った。
2014年3月9日に実施された最高人民会議第13期代議員選挙で代議員に再選されたが、2016年5月9日に開催された朝鮮労働党第7次大会で党中央委員会委員から脱落した。
2019年3月10日に実施された最高人民会議第14期代議員選挙で再選を果たした。

## 参考サイト
- 북한정보포털